# Jania pacifica
Jania pacifica Areschoug, 1852  é o nome botânico de uma espécie de algas vermelhas pluricelulares do gênero Jania.
- São algas marinhas encontradas nas Filipinas, Madagascar e no México (Pacífico).

## Sinonímia
- Jania mexicana W.R. Taylor, 1945